# フラットブレッド
フラットブレッド（英: flatbread）はシンプルなパンで、最も簡単なものでは穀粉、水と塩を混ぜてパン生地を作り、それを平らにのばして焼いて作られる。多くのフラットブレッドは酵母やサワードウを使用せずに焼かれるが、ピタやナンのようにイースト菌を入れた物もあり、この場合一次発酵させた生地を叩いてガスを抜き、平らにのばした直後に焼いて作る。
フラットブレッドに混ぜられる副材料は様々で、カレー粉、さいの目に切ったハラペーニョ、チリパウダー、コショウ、ドライフルーツなどがある。オリーブ・オイルやごま油を加えることもある。フラットブレッドの厚さは、1ミリメートル以下から数センチメートルまで様々である。

## 歴史
バビロンで紀元前4000年ごろのパン窯が見つかっており、この頃から既にフラットブレッドが焼かれていたと考えられている。紀元前2500年の古代エジプトでは、熱した灰と石でフラットブレッドが焼かれていた。パンを焼く技術は、発酵も含めてエジプトからギリシャとローマに伝わった。

## 宗教的重要性
フラットブレッドの一種、無発酵パン (英: unleavened bread) は膨張剤を使用しない種類のパンを指すことがある。これらのフラットブレッドは、ユダヤ教とキリスト教の信者に特別な宗教的な意義を持っている。ユダヤ人は過越中はイースト菌を入れないマッツァーなどのパンを食べる。過越は出エジプト記に記録された出来事を記念する行事であり、過越の期間中にイースト菌を入れないパンを食べるのはユダヤ人がパンを発酵させる間もなく急いでエジプトから脱出したという伝説にちなむ。
イースト菌を入れないパンは西方教会の典礼で聖餐を祝うときに使用されている。それに対し、ほとんどの東方教会は旧約聖書と関係があるアーズュモス（希: ἄζυμος、イースト菌を入れないパン）の聖餐での使用を明示的に禁止し、酵母を使用したパンのみをキリストの血による新しい契約の象徴として認める。これが東方と西方の教会の間の大分裂をもたらした、伝統的な口伝における3点の対立の一つ（他は使徒ペテロの覇権と、ニカイア信条のフィリオクェ問題）であった。
ローマ・カトリック教会（ラテン典礼）の教会法は聖体にイースト菌を入れないパンの使用、および信徒の交わりのためにはイースト菌を入れないウエハースの使用を義務化している（しかしウエハースは、材料中の卵白の作用で製造中に膨張する）。より典礼を好むプロテスタント教会はカトリックの慣行に従う傾向があるが、他はその宗派や地方の伝統に応じて、イースト菌を入れないウエハースまたは普通のパンを使う。

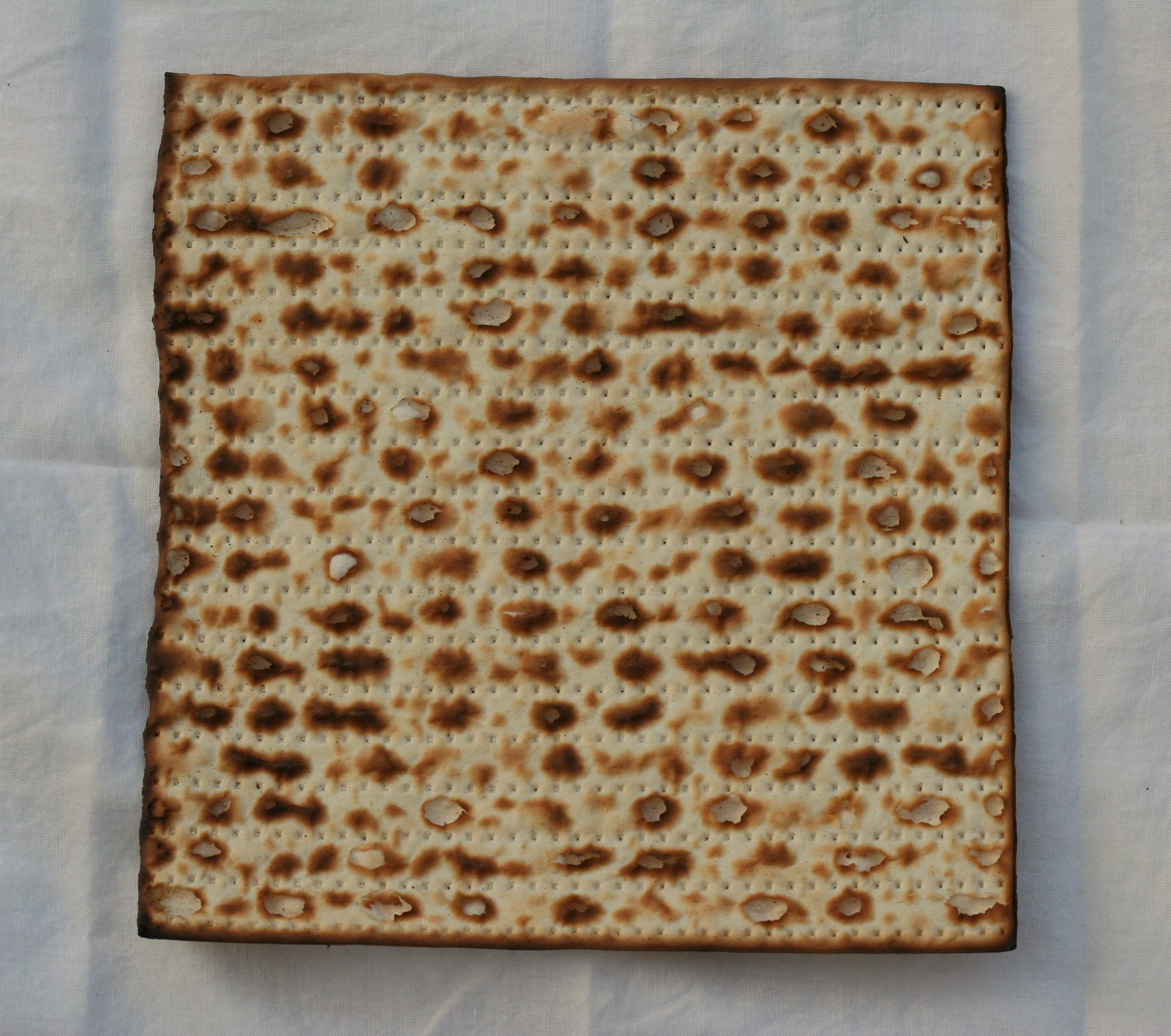
ユダヤの過越に食べるマッツァー
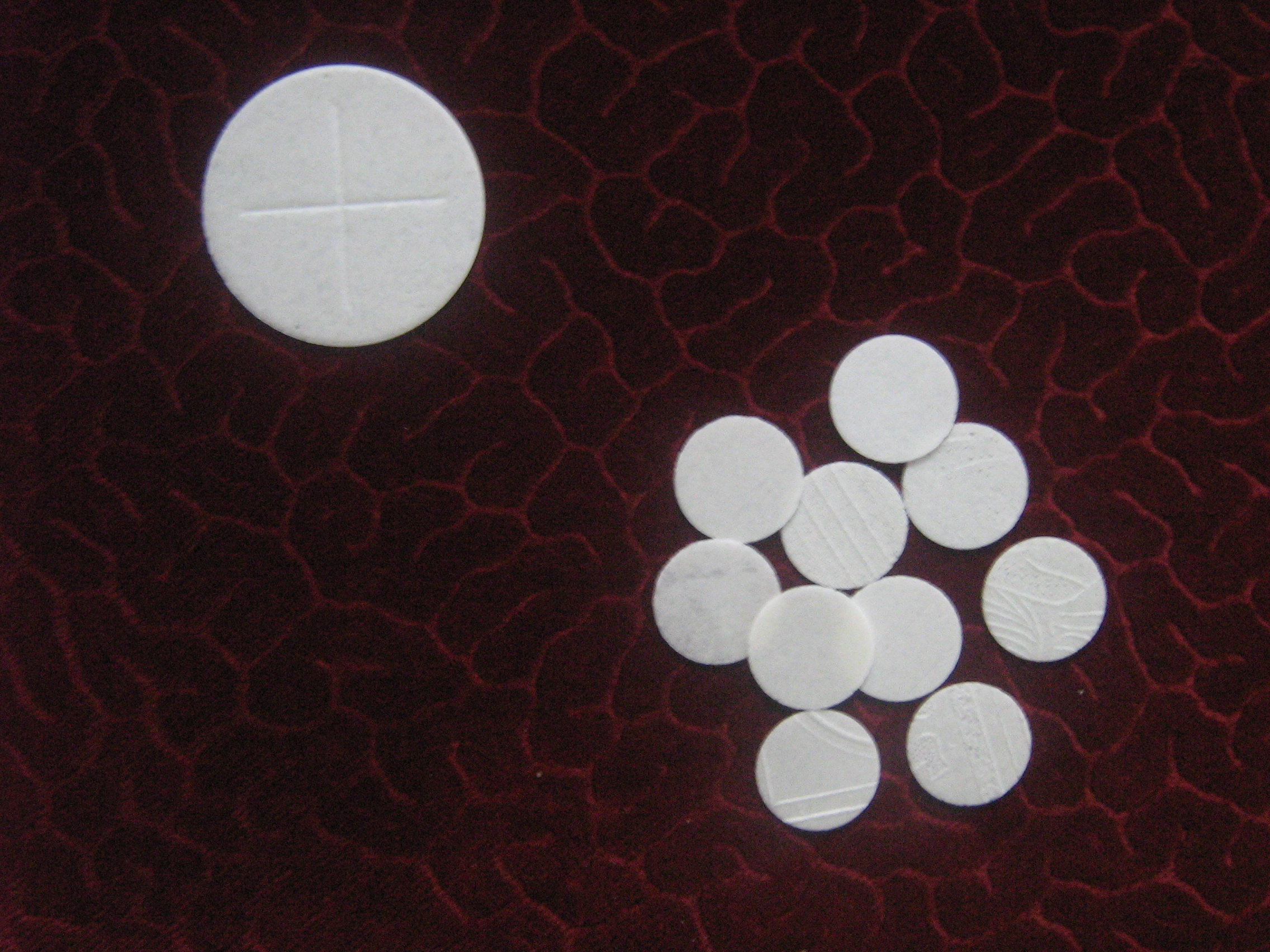
聖餐を祝うための聖体（ウエハース）

## 地域品種

### ヨーロッパと中央＆西アジア
- ナーネ・アフガニー（英語版）（アフガニスタン）
- ナーネ・バルバリー（イラン）
- バノック（スコットランド）
- バズラマ（トルコ）：小麦粉、飲料水、食塩から作られる
- ボーラーニー（アフガニスタン）：野菜のフィリングを詰めたフラットブレッド
- チャパティ（アフガニスタン）：アタ粉（デュラムコムギの全粒粉）、水、塩から作られる
- フラムクーヘン / タルト・フランベ（アルザス地域圏）：パン生地を薄い円形または四角形にのばし、タマネギとベーコンをのせて焼いた料理
- フラットカーカ（アイスランド）：ライムギ粉のフラットブレッド
- フォカッチャ（イタリア）
- フティラ（Ftira、マルタ）
- ギョズレメ（トルコ）：塩味のフィリングを包み、油を使って鉄板で焼いた料理
- ホッガン（Hoggan、コーンウォール）：緑色の豚肉とジャガイモを包んだオオムギ粉のフラットブレッド
- ラフマジュン（トルコ、アルメニア）
- レピョーシュカ（ロシア語版）（ロシア）
- ラーンゴシュ（ハンガリー）
- ラヴァーシュ（イラン、アフガニスタン、アルメニア）
- マトナカーシュ（アルメニア）
- オビ・ノン（英語版）（アフガニスタン、ウズベキスタン）
- オプワーテク（英語版）（ポーランド）
- パーネ・カラザウ（サルデーニャ）
- ピアーダ（イタリア）：精白小麦粉、ラード（またはオリーブ・オイル）、塩、水
- ピデ（トルコ）
- ピタ（ギリシャ）
- ピザ（イタリア）
- ピタ（Pită）/リピエ（ルーマニア）
- ポドプウォムィク（ポーランド）
- 聖体：聖礼典のパン
- ナーネ・サンギャーク（イラン）
- シールマール（イランとインド亜大陸）
- ショティ（ジョージア）
- ソムン（Somun）とレピナ（Lepina）（ボスニア・ヘルツェゴビナ）
- ターフトゥーン（イラン）
- トニス・プリ（ジョージア）
- トルタ（スペイン）
- トルタ・デ・ガスパチョ（英語版）（スペイン）
- ユフカ（トルコ）：小麦粉、水、食塩

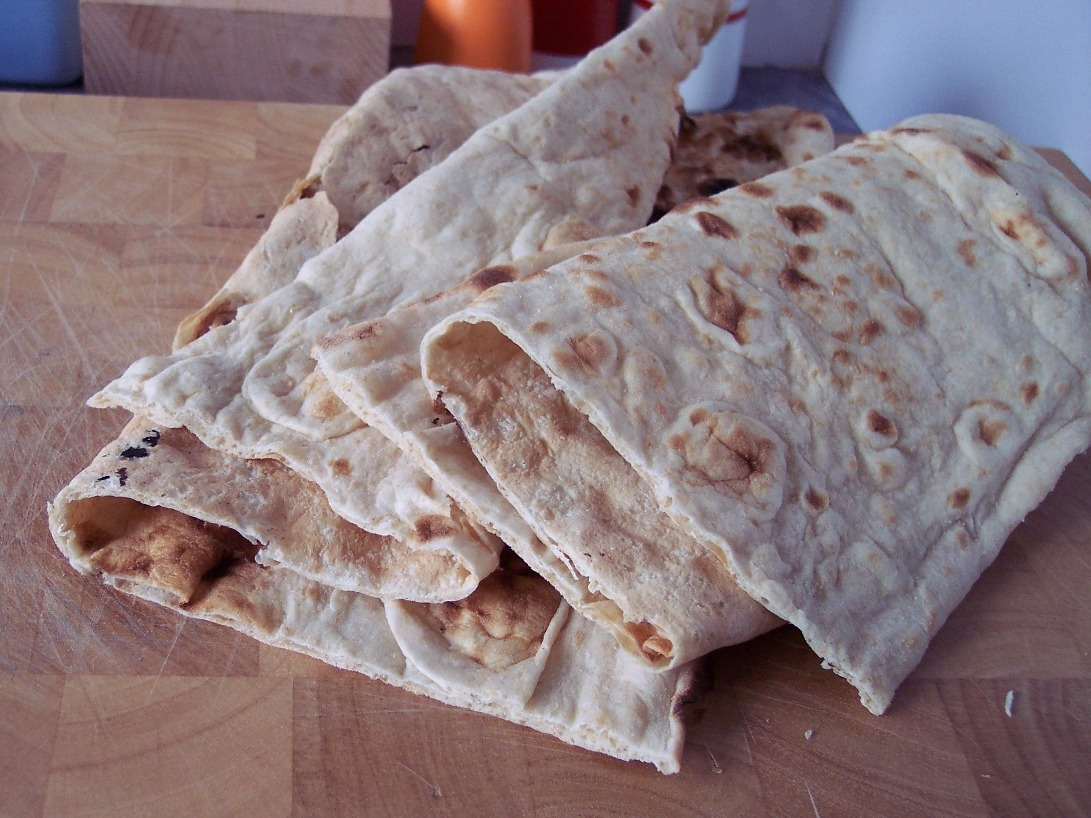
ナーネ・アフガニー
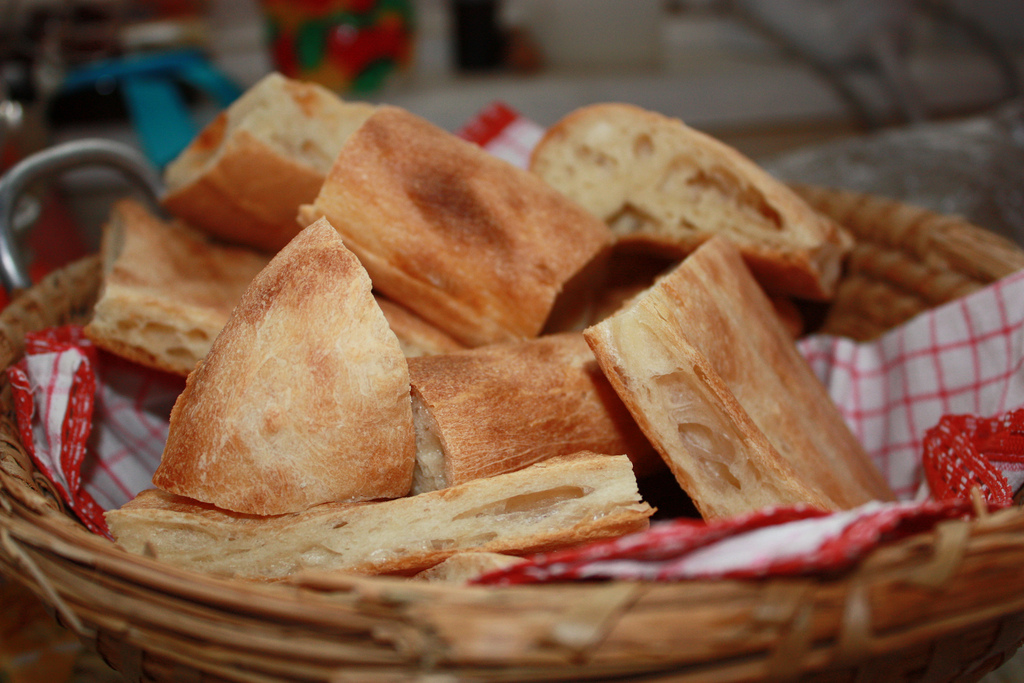
ジョージアのトニス・プリ
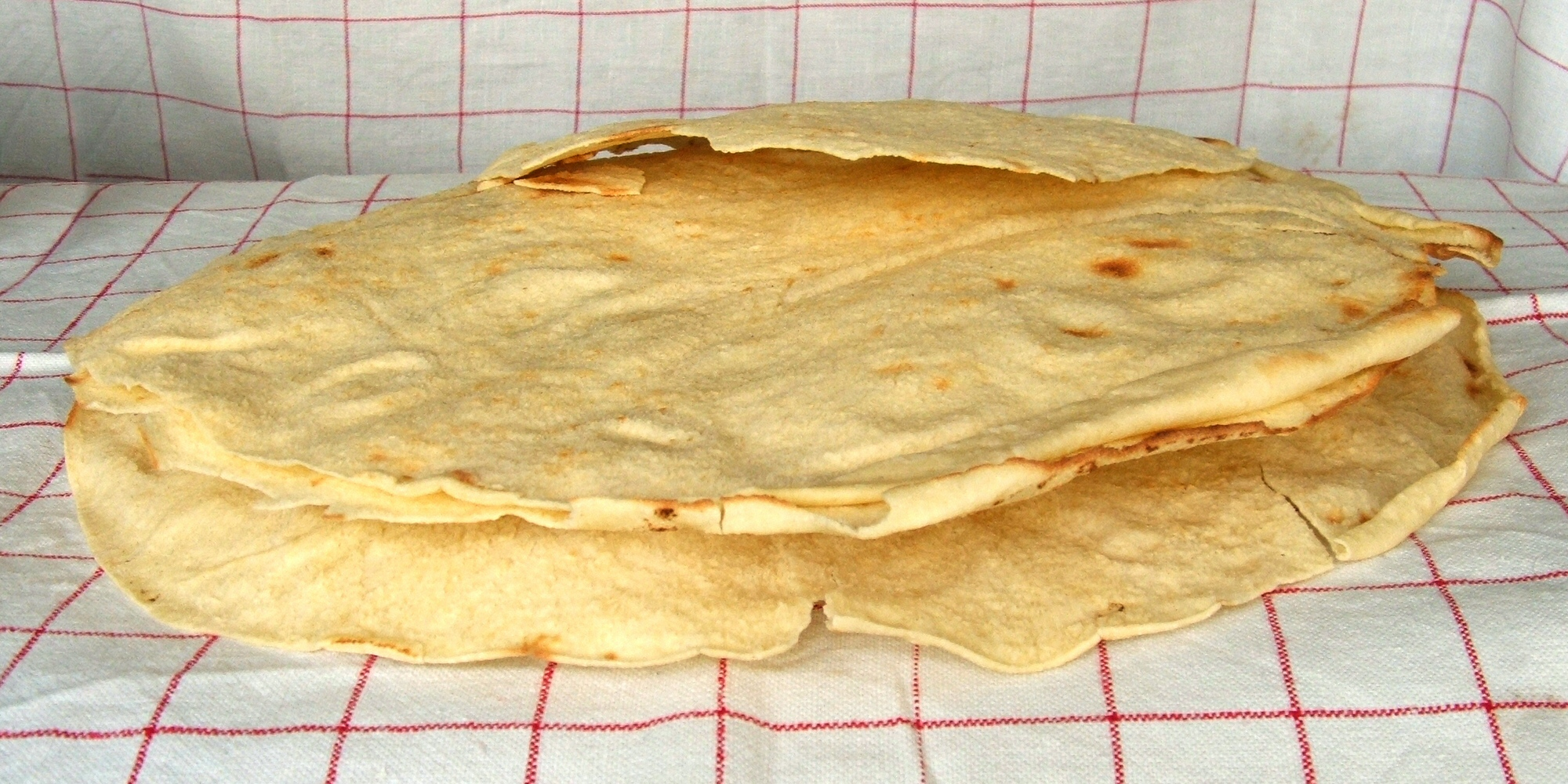
サルデーニャ島のパーネ・カラザウ

### 北欧
- リエスカ（フィンランド語版）（フィンランド）
- レフサ（英語版） - ノルウェーなどに見られるジャガイモと小麦から作る無発酵パン。
- フラットブレッド（ノルウェー）：オオムギ粉、塩、水
- トゥンブレッド（英語版）（スウェーデン）：コムギ、オオムギ、ライムギを任意に混ぜ合わせて作られる

### 中東とアフリカ
- エイシュ・メラフラフ（エジプト）：フェヌグリークの種子の粉末を5～10%混ぜたコーンミールのパン
- チャパティ（スワヒリ海岸（英語版））
- グッラサ（Gurrasa、スーダン）
- ハルシャ（Harsha、モロッコ）：セモリナ粉で作られたバター風味の揚げパン
- インジェラ（アフリカの角）：テフ粉などと水
- ホブズ（アラビア半島）
- ラホーハ（ソマリア、ジブチ、イエメン）
- マルーガ（英語版）（イエメン）：水、酵母、塩、小麦粉
- マンデジ（Mandezi、アフリカ）
- マルクーク（英語版）（レバント）
- マッツァー（イスラエル、ユダヤ人）：精白小麦粉と水
- ンゴメ（英語版）（マリ共和国）：雑穀、水、植物油
- スフィーハ（アラビア半島）

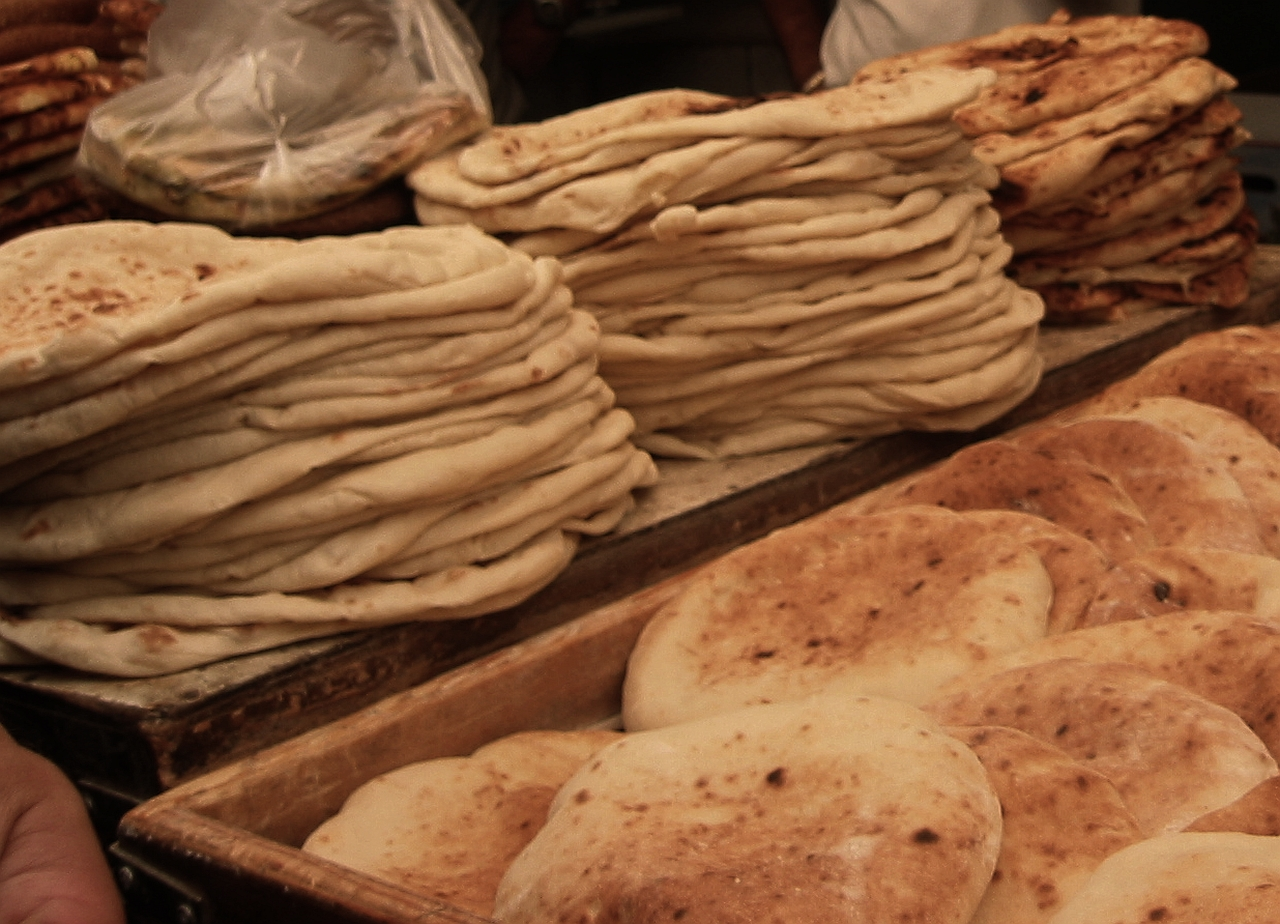
数種類のピタ、エルサレムのマハネ・イェフダ市場（英語版）にて
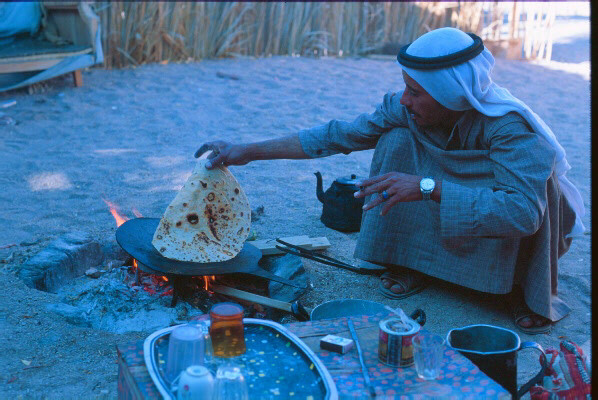
フラットブレッドを焼くベドウィン
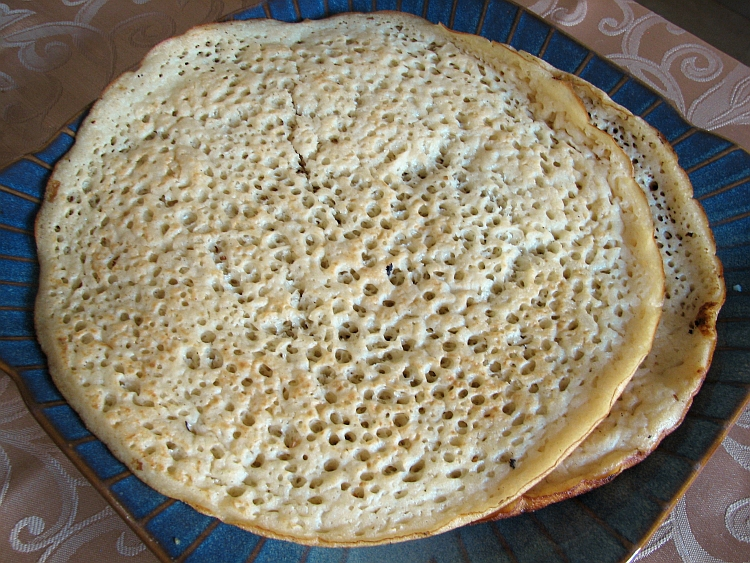
イエメンのラホーハ

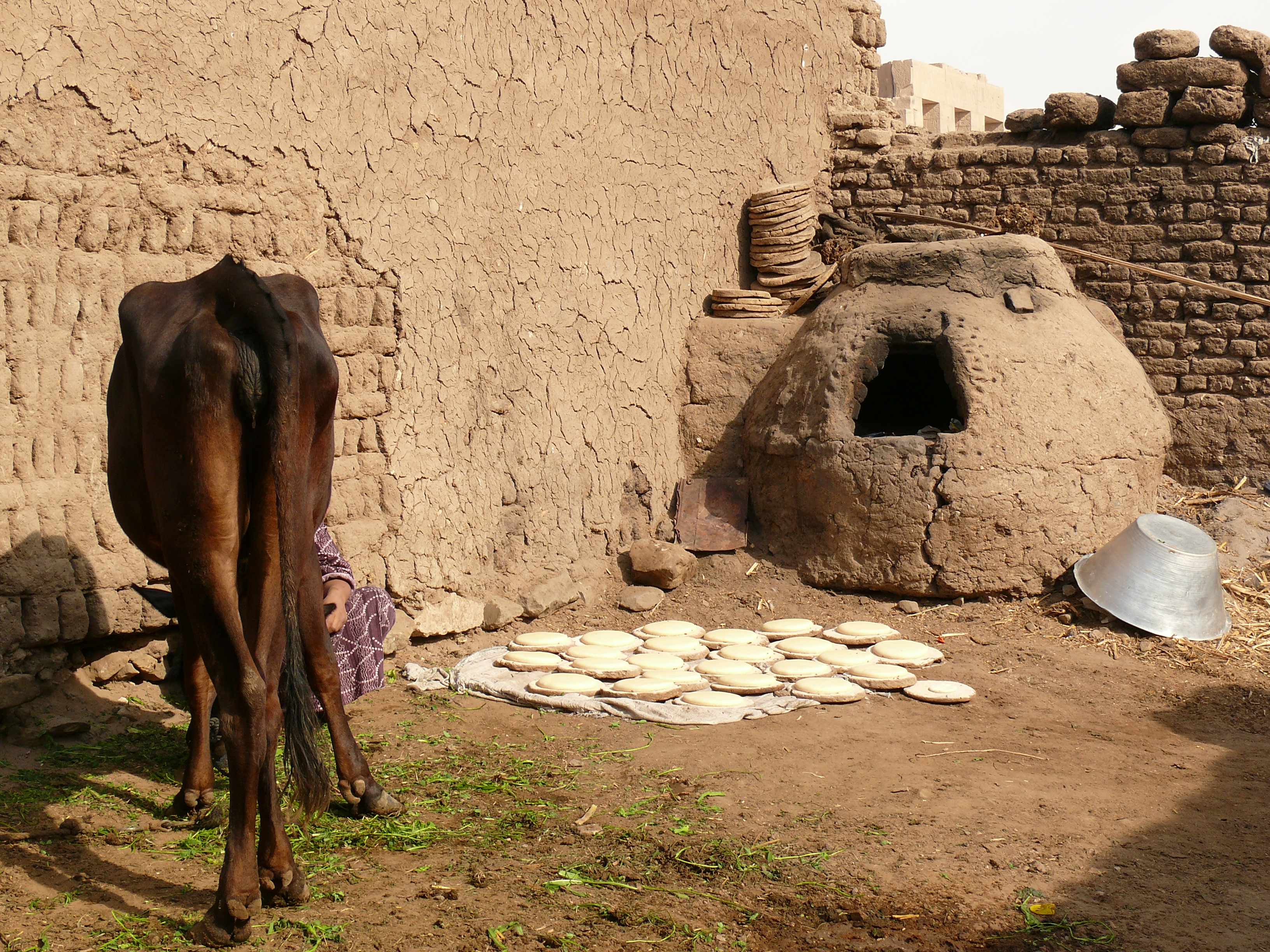
上エジプトでフラットブレッドを焼いている所

### 南アジア、東アジア、東南アジア
- バークリー（英語版）（インド）：水と雑穀粉で作られる
- バトゥーラー（インド）：通常精白小麦粉、ダヒ、ギー（または植物油）、酵母で作られる
- パラーター（インド、スリランカ、ネパール）
- チャパティ（インド、パキスタン）
- 中式麺餅（中国）
- 葱油餅（中国）：油とネギのみじん切りを練りこんだパン
- 烙餅（中国）
- カノム・ブアン（タイ王国）：米粉
- ルチー（東インドとバングラデシュ）：マイダ粉（細かく挽いた精白小麦粉）、水と一匙のギーで作られる
- ナン（ナーン）（中央アジア、南アジア）：ロティとは違い、酵母で発酵させたパン
- ポル・ローティー（スリランカ）：おろしたココナッツと小麦やシコクビエの粉、青唐辛子とタマネギから作られる
- プーリー（インド、パキスタン、ネパール）：チャパティの生地を薄くのばしてふくらむまで揚げたパン
- ローストパーン（スリランカ）：パン生地を平らな型枠で焼いてつくる、字義通りの「フラットパン」
- ロティ（中央アジア、南アジア）
- ジョラダ・ロティ（南インド）：ソルガム粉で作られる
- ロティ・チャナイ（マレーシア、インドネシア、タイ王国）
- サンチュイサンダ（英語版）（中国）：たき火の灰の中で焼いた[3]チャン族のパン

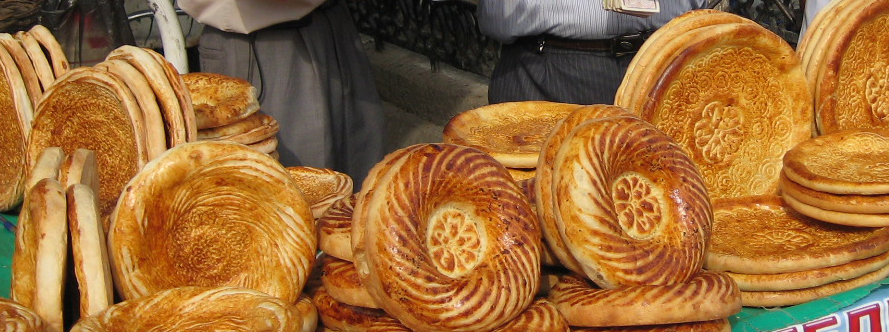
タジキスタンのナン
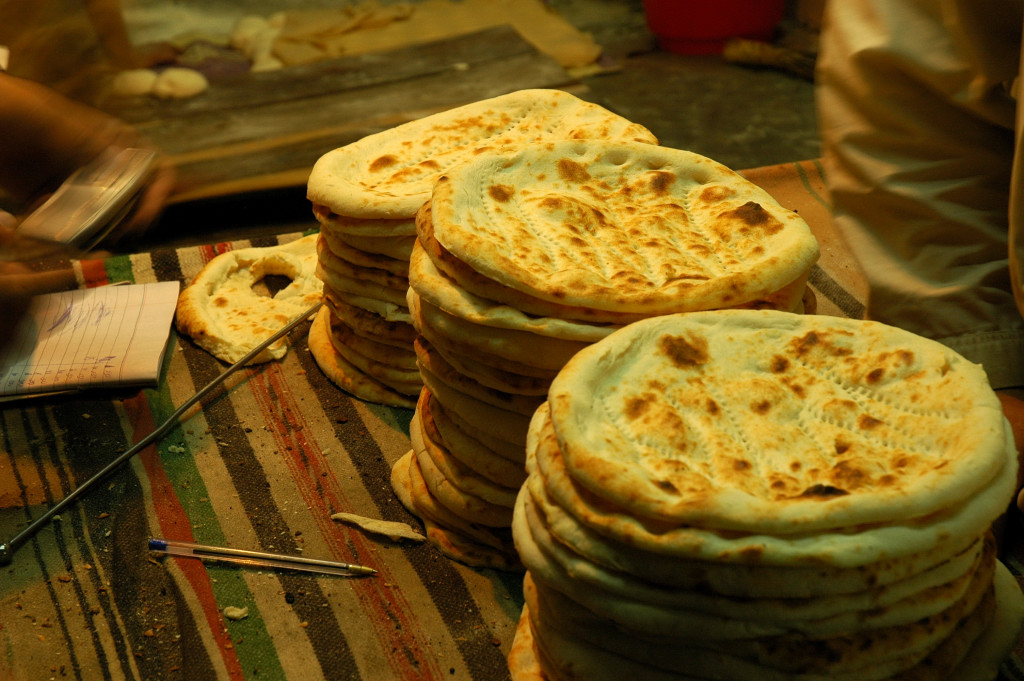
パキスタンのロティ
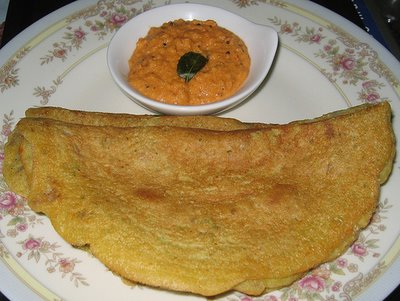
インドのペサラットゥ（英語版）

### 南北アメリカ
- アレパ（コロンビア、ベネズエラ）：コーンミールで作られる平たいパン
- バミー（ジャマイカ）：すりおろしたキャッサバの根やキャッサバの粉と塩から作られる
- ベイジュ（ポルトガル語版）（ブラジル）：タピオカから作られる
- カサベ（南アメリカ、西インド諸島）：苦味種のキャッサバの根から作られる
- カサヴァ（Casava、ハイチ）：キャッサバの根から作られる
- エスフィーハ（ブラジル）
- フライブレッド（アメリカ合衆国）：小麦粉、塩、ラードから作られるインディアンの揚げパン
- ジョニーケーキ：（アメリカ合衆国、カリブ海諸国）
- パン・デ・セミタ（メキシコ）
- ピキ：（アメリカ合衆国）：ホピ族とズニ族の紙よりも薄いトウモロコシのパン
- ロティ（トリニダード・トバゴ）
- シリアン・ブレッド（ジャマイカ）
- トルティーヤ（メキシコ、中央アメリカ）
- トルティーヤ・デ・レスコルド（チリ）：伝統的にキャンプファイヤーの炭で焼いた小麦粉ベースのパン

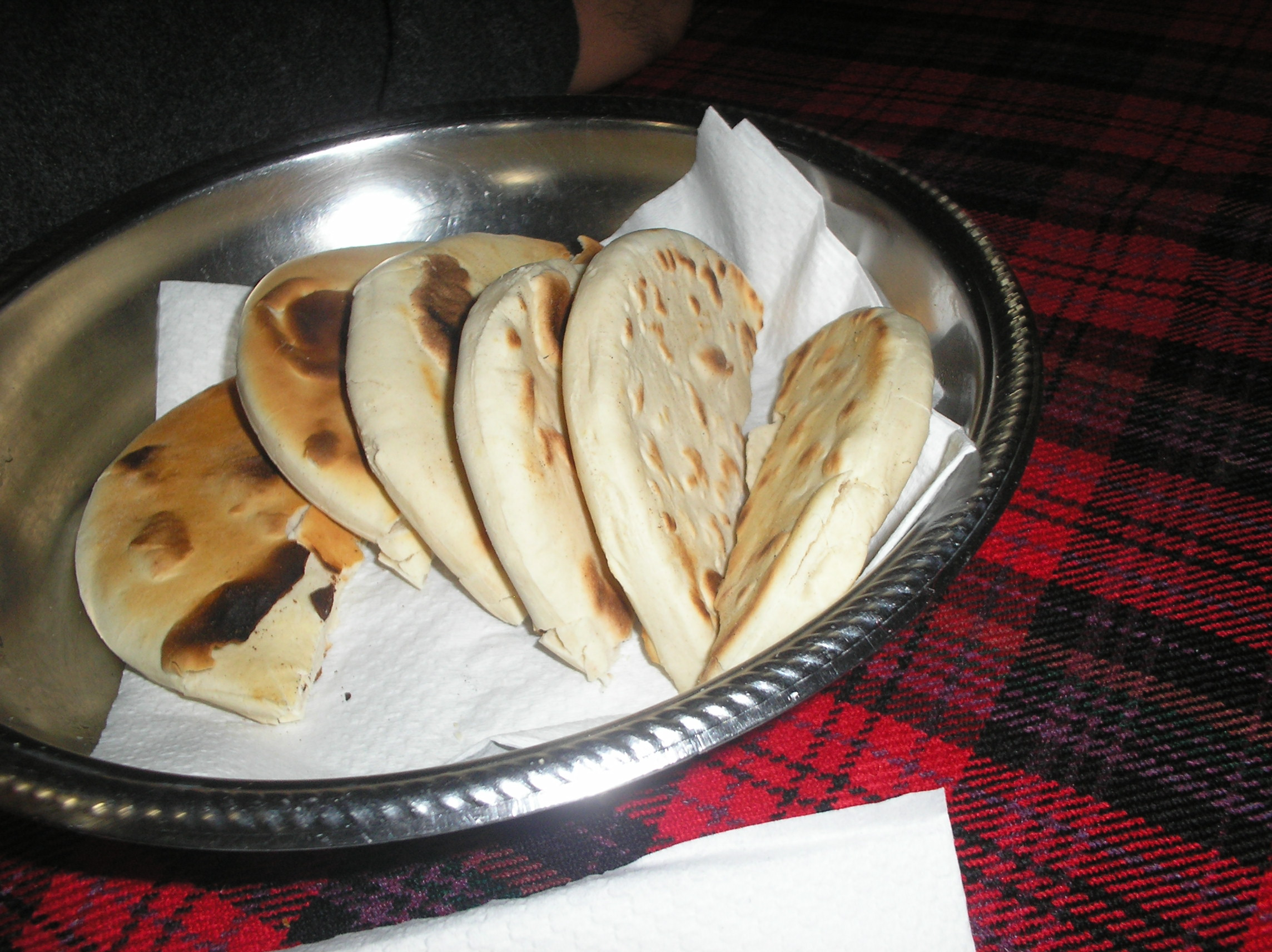
ベネズエラのアレパ
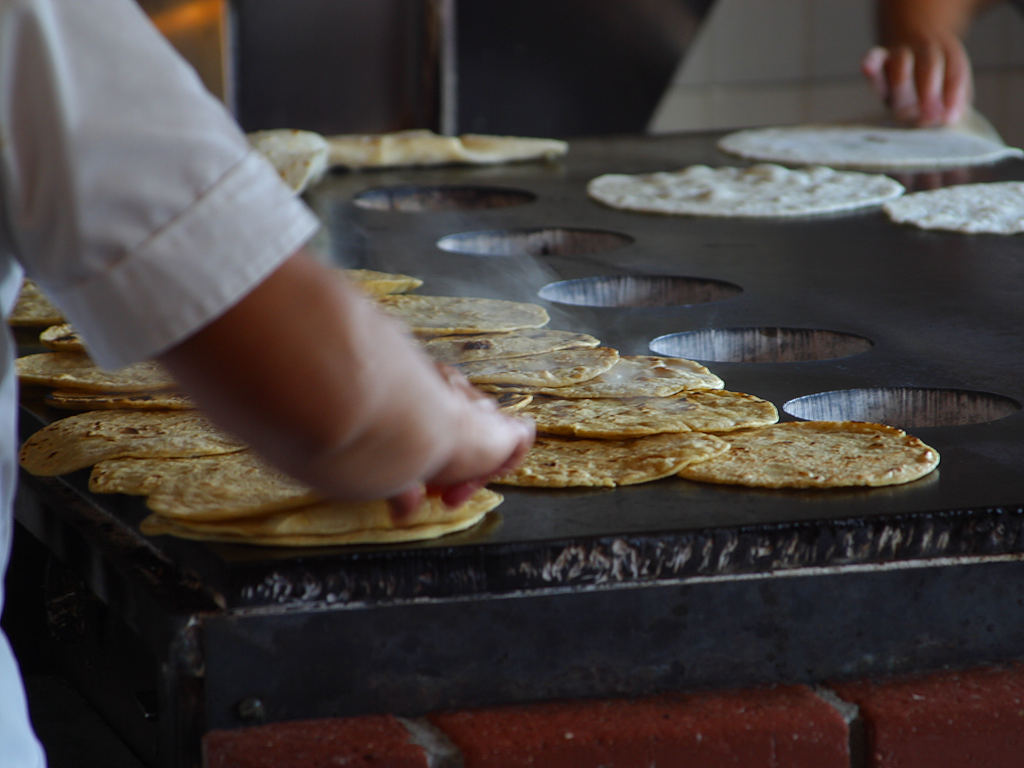
トルティーヤを作っているところ
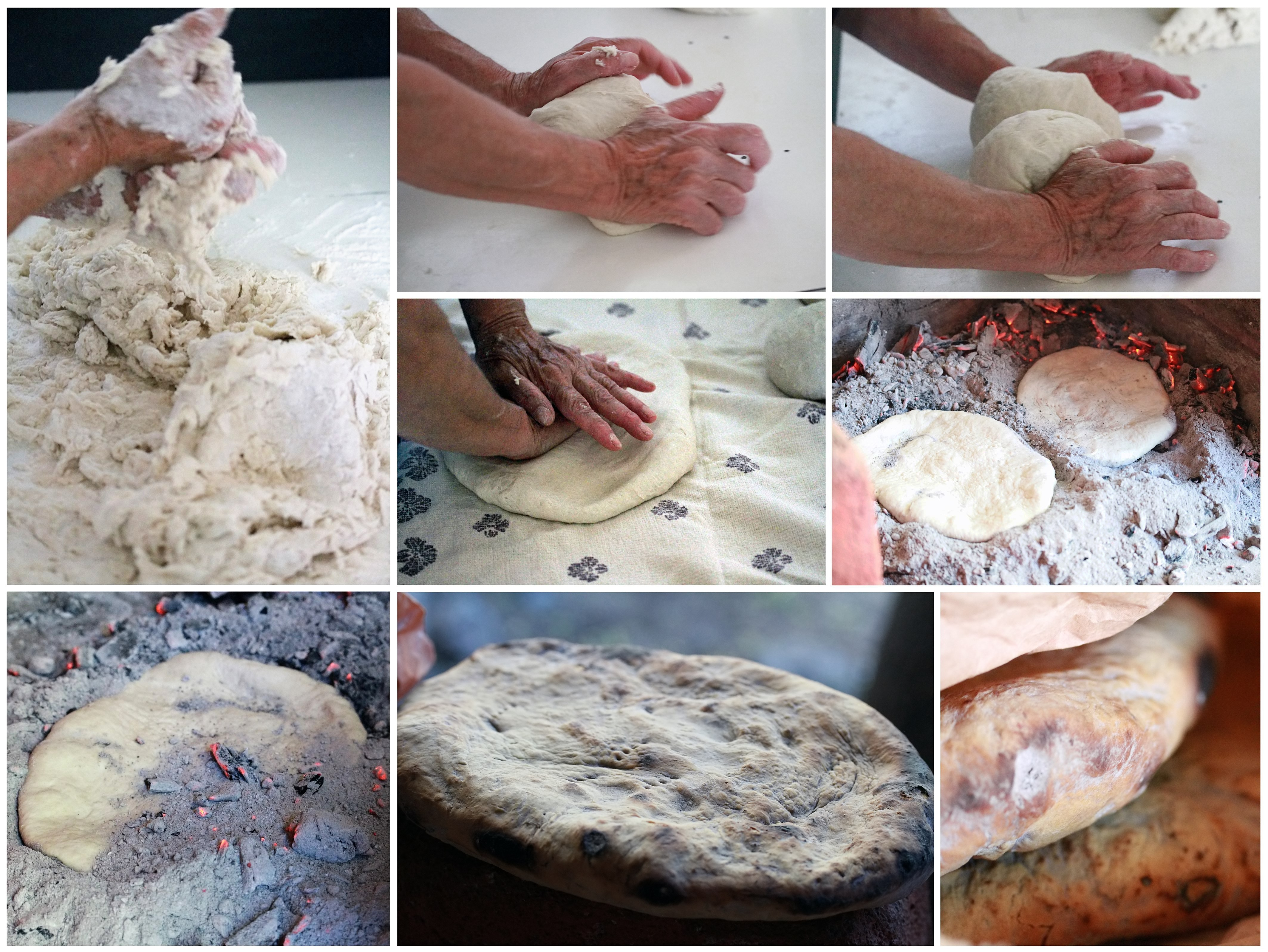
トルティーヤ・デ・レスコルド